# Vemakylindrus doryphora
Vemakylindrus doryphora är en kräftdjursart som först beskrevs av Fage 1940.  Vemakylindrus doryphora ingår i släktet Vemakylindrus och familjen Diastylidae. Inga underarter finns listade i Catalogue of Life.